# Liszaj płaski
Liszaj płaski (liszaj czerwony, łac. lichen planus, lichen ruber, ang. lichen planus, LP) – często występująca przewlekła choroba skóry i paznokci, zwykle również błon śluzowych, cechująca się powstawaniem drobnych czerwonych grudek, czemu nierzadko towarzyszy silny świąd. Z czasem, w niektórych przypadkach plamy czerwone ciemnieją zmieniając barwę na szarosine, które same mogą znikać po kilku latach. Choroba może mieć swoje stadium wyciszenia oraz wznowienia pod postacią nowych wykwitów.

## Epidemiologia
Choroba może pojawić się w każdym wieku (zwłaszcza między 30 a 60 rokiem życia).

## Patogeneza
Przyczyny nie są znane, ale często choroba występuje wraz ze schorzeniami o podłożu autoimmunologicznym, takimi jak GVHD, przewlekłe aktywne zapalenie wątroby i cukrzyca. Bardzo prawdopodobne jest także, że silnym czynnikiem wywołującym liszaj może być wstrząs psychiczny. Chorobę może wywołać zażycie niektórych leków, zwłaszcza penicylaminy, jednak w przypadku zmian skórnych towarzyszących zażywaniu leków zawsze należy je różnicować z osutką liszajowatą (lichenoid eruption).

## Objawy
Wykwity są charakterystyczne. Kolor grudek jest mieszaniną niebieskiego i purpurowego. Wykwity mają 1–3 mm średnicy, są wielokształtne o płaskiej błyszczącej powierzchni. Na powierzchni grudek można zaobserwować białawą, delikatną siateczkę (tzw. siateczka Wickhama lub prążki Wickhama). Występuje objaw Köbnera (kilka dni po zadrapaniu następuje linijny wysiew grudek w tym miejscu). Zmiany mogą występować na całej skórze, jednakże podatne miejsca to nadgarstki, dłonie, przedramiona, pępek, okolica krzyżowo-lędźwiowa i okolice narządów płciowych. U połowy chorych zmiany pojawiają się także w obrębie jamy ustnej. Zmiany na skórze pojawiają się nagle, na ogół są silnie swędzące, co jest najczęstszą przyczyną zgłoszenia się chorego do lekarza. W akademickim piśmiennictwie anglojęzycznym można się spotkać ze skrótem mnemotechnicznym pomocnym przy zapamiętaniu objawów – "5 P": swędzące (pruritic), wieloboczne (polygonal), purpurowe (purple) płaskie (planar) grudki (papules).
Główne odmiany liszaja płaskiego to:
- odmiana przerosła (odmiana brodawkująca, lichen planus hypertrophicus s. verrucosus) – najczęściej są to zlewne ogniska hiperkeratotyczne w obrębie skóry podudzi bez typowych grudek;
- odmiana mieszkowa (lichen planus follicularis) – drobne grudki zlokalizowane są przymieszkowo, może dochodzić do bliznowacenia w obrębie owłosionej skóry głowy (zespół Grahama Little'a);
- odmiana zanikowa (lichen planus atrophicus) – układ zmian jest obrączkowaty, w części środkowej są obecne przejaśnienia albo bliznowaty zanik;
- odmiana pęcherzowa (lichen planus pemphigoides) – zmiany pęcherzowe zlokalizowane są albo w obrębie zmian skórnych na dłoniach i stopach, gdzie powstają wskutek działania czynników mechanicznych (varietas acralis), albo w obrębie zmian skórnych i w skórze niezmienionej oraz w obrębie błon śluzowych (lichen planus erosivus).

Ustępujące ogniska chorobowe są brunatnie zabarwione. Niekiedy (zwłaszcza u rasy czarnej) zmiany są bardzo długotrwałe (nawet do paru lat) jednakże nie pozostawiają blizn.
Zmiany na paznokciach występują w postaci podłużnych żółtawych bruzd.

## Obraz histologiczny
W obrazie histologicznym charakterystyczne są zmiany na granicy skórno-naskórkowej, gdzie stwierdza się obfity naciek z limfocytów (większość stanowią limfocyty TH) i makrofagów. Ponadto komórki warstwy podstawnej naskórka wykazują cechy zwyrodnienia, apoptozy i martwicy. Martwicze keratynocyty i ciałka apoptotyczne mają postać okrągłych, kwasochłonnych, pozbawionych jądra ciałek średnicy 15–20 μm – są to tzw. ciałka koloidowe (ciałka włókienkowe, ciałka Civattego). W warstwie podstawnej zaburzona zostaje palisadowata architektura komórek, zastąpiona przez układ podobny do występującego fizjologicznie w warstwie kolczystej. Międzybrodawkowe wpuklenia naskórka przypominają zęby piły, ostrzem zwrócone w kierunku skóry właściwej. Warstwa ziarnista naskórka jest pogrubiała, często nie na całej długości tylko ogniskowo. Można stwierdzić hiperkeratozę, niekiedy towarzyszy jej parakeratoza o niewielkim nasileniu. W odmianie zanikowej liszaja płaskiego naskórek ulega zanikowi, w innych postaciach mamy do czynienia z przerostem naskórka.

## Leczenie
Nie ma leczenia przyczynowego. Leczenie objawowe ogólne wdraża się w aktywnych zmianach wysiewnych i polega na podawaniu kortykosteroidów np. prednizonu przez kilka tygodni. W ciężkich przypadkach stosuje się metotreksat. W odmianie pęcherzowej dobre wyniki daje stosowanie sulfonów (np. dapsonu) w połączeniu z małymi dawkami sterydów.
W leczeniu miejscowym również stosuje się sterydy w postaci maści lub kremów. Optymalnym rozwiązaniem jest stosowanie maści z silnie działającymi kortykosteroidami (np. klobetazol - preparat Dermovate) podawanymi cienką warstwą wyłącznie na istniejące zmiany chorobowe oraz maści na bazie ung. cholesteroli i łagodniej działającego kortykosteroidu, a także wstrzyknięć do zmian przerosłych lub opatrunków zamkniętych. Wskazane jest stosowanie maści sterydów w połączeniach z lekami przeciwbakteryjnymi i przeciwgrzybiczymi.

## Klasyfikacja ICD10
| kod ICD10     | nazwa choroby                    |
| ------------- | -------------------------------- |
| ICD-10: L43   | Liszaj płaski                    |
| ICD-10: L43.0 | Liszaj płaski przerostowy        |
| ICD-10: L43.1 | Liszaj płaski pęcherzowy         |
| ICD-10: L43.2 | Liszajowa reakcja polekowa       |
| ICD-10: L43.3 | Podostry (aktywny) liszaj płaski |
| ICD-10: L43.8 | Inny liszaj płaski               |
| ICD-10: L43.9 | Nieokreślony liszaj płaski       |